# Бенарбиа, Али
Али Бенарбиа (араб. علي بن عربية‎; род. 8 октября 1968, Оран, Алжир) — алжирский футболист. Большую часть карьеры провёл во французских клубах, также выступал в английской Премьер-лиге и чемпионате Катара. Двукратный чемпион Франции, лучший игрок французского первенства сезона 1998/99.

## Карьера
В детском возрасте Али переехал с родителями на юг Франции, где и начал футбольную карьеру.

В 1985 году он попал в молодёжную команду «Мартига». Через два года, в 19 лет, Али начал выступления за основной состав команды, игравшей тогда во втором дивизионе чемпионата Франции. В сезоне 1992/93 вместе с клубом одержал победу в первенстве второго дивизиона, получив право играть в элите французского футбола.

В 1995 году «Мартиг» вылетел из Лиги 1, а Бенарбиа заключил контракт с «Монако». В сезоне 1996/97 монегаски выиграли титул, а Бенарбиа стал одним из лучших игроков Лиги. В этот период он отклонил несколько предложений выступать за сборную Алжира, надеясь на вызов во французскую команду. Ещё одной яркой страницей его выступлений за «Монако» стал розыгрыш Лиги чемпионов 1997/98, в котором монегаски дошли до полуфинала, выбив в плей-офф Манчестер Юнайтед.

После трёх сезонов в «Монако», Бенарбиа перешёл в «Бордо». В его составе он снова стал чемпионом Франции — в сезоне 1998/99. За месяц до окончания сезона была достигнута договорённость о трансфере в «Пари Сен-Жермен» и, по окончании чемпионского сезона, Бенарбиа перебрался в Париж.

В ПСЖ он был назначен капитаном команды, в которой также выступали такие звёзды как Джей-Джей Окоча и Николя Анелька. Тем не менее, добиться серьёзных успехов команде не удалось. Клуб пробился во второй этап Лиги чемпионов 2000/01, но занял в группе последнее место.

В 2001 году контракт с парижанами истёк и, в качестве свободного агента, Бенарбиа заключил контракт с «Манчестер Сити», выступавшим на тот момент в Первом дивизионе. В сезоне 2001/02 «горожане» выиграли чемпионат и получили путёвку в Премьер-лигу. Бенарбиа был признан лучшим игроком команды в сезоне, а со следующего года выбран капитаном команды. Несмотря на капитанскую повязку, второй сезон в составе «Сити» получился у него не таким удачным. Последнюю игру за клуб он провёл в 2003 году против «Барселоны» в матче открытия стадиона «Сити оф Манчестер». Тогда же игрок объявил о завершении карьеры.

Через пять дней после «прощального» матча, Бенарбиа изменил своё решение и подписал контракт с катарским «Эр-Райяном», в составе которого провёл ещё два сезона. Ещё один сезон в первенстве Катара он отыграл за «Катар СК», завершив карьеру в 2006 году.

## Международная карьера
Федерация футбола Алжира предлагала Бенарбиа выступать за национальную сборную с 1986 года. В интервью, опубликованном в 2009 году на сайте LeButeur, Бенарбиа заявил что никогда не отказывался от выступлений за сборную Алжира, но в то же время проявлял недовольство отсутствием профессионализма у чиновников федерации.

За сборную Алжира дебютировал в сентябре 2000 года в отборочном матче Кубка Африки 2002 против Буркина-Фасо. Всего за сборную провёл семь матчей.

## Достижения

### Командные
«Мартиг»
- Победитель Второго дивизиона Франции: 1992/93

«Монако»
- Чемпион Франции: 1996/97

«Бордо»
- Чемпион Франции: 1998/99

«Манчестер Сити»
- Победитель Первого дивизиона Англии: 2001/02

### Индивидуальные
- Игрок года чемпионата Франции: 1998/99
- Игрок года «Манчестер Сити»: 2001/02